# Краку Лунг (Мехединци)
Краку Лунг (рум. Cracu Lung) насеље је у Румунији у округу Мехединци у општини Иловат. Oпштина се налази на надморској висини од 571 m.

## Становништво
Према подацима из 2002. године у насељу је живело 82 становника, од којих су сви румунске националности.